# En sten i vores hjerte
En sten i vores hjerte er en dansk dokumentarfilm fra 2018 instrueret af Jette Bitten Glibstrup.

## Handling
En mor og en datter, Lillian og Jette, kæmper sig op ad et bjerg i Schweiz - et bjerg, som vækker mange minder. De to kvinder går fra hytte til hytte, mens de graver i en mørk fortid, som moren har brugt mange år på at fortrænge: Gennem sin barndom og ungdom blev Jette seksuelt misbrugt af sin stedfar. En del af overgrebene foregik i de selv samme hytter, som Jette og Lillian nu er vendt tilbage til. Jette har inviteret sin mor på denne tur, fordi hun har brug for at tale om det, der skete dengang, og særligt om Lillians rolle i det hele.
Den både fysisk og psykisk krævende rejse bliver en livsomvæltende begivenhed, som tvinger de to kvinder til at konfrontere deres indre dæmoner og omfavne smerten og skylden, men også til at have håb for fremtiden. Samtalerne intensiveres i takt med at de to kvinder bevæger sig længere op ad bjerget, og til tider føles det som om denne rejse måske er det sidste de nogensinde kommer til at gøre sammen.

## Medvirkende
- Jette Bitten Glibstrup
- Lillian Glibstrup